# Pásztoroló mozgalom
A pásztoroló mozgalom (melyet néha Tanítványság mozgalomnak is hívnak) egy nagy hatású és vitatott mozgalom volt, mely főként néhány brit és amerikai protestáns, valamint karizmatikus egyházban jelent meg, főként az 1970-es években és az 1980-as évek elején. A mozgalom doktrínája a Biblia újszövetségi részeinek a keresztényekhez szóló úgynevezett „egymás” idézeteire épült. Például: „szeressétek egymást”, „bátorítsátok egymást minden napon” stb., valamint a Újszövetség azon részeire, melyek a lelki fejlődés és tanítás szükségességéről, illetve az engedelmességről szólnak.

## Története
Néhány, főként az Egyesült Államokban jól ismert keresztény-karizmatikus tanító: Bob Mumford, Derek Prince, Charles Simpson, Don Basham, Ern Baxter és John Poole, alapítottak egy szervezetet Ft. Lauderdaleben, Floridában, melynek a Keresztény Növekedés Szolgálatok nevet adták." Teológiájukat számos népszerű könyvben publikálták, például a Derek Prince által 1976-ban írt: "Tanítványság, pásztorkodás, elkötelezettség" című könyvben.
Az ő doktrínájuk egy vertikális „parancsláncon” alapult:
Az ideális egyházmodellt mint „egy piramis alakú, multi-lépcsőzetes szervezeti struktúraként” írták le melyben minden tagnak engedelmeskedni kell a fölé kijelölt "nevelőjének".
Egyéb mozgalmakra is hatott a pásztoroló mozgalom teológiája az úgynevezett Shiloh házakon keresztül melyek elterjedtek USA szerte (néhány később átalakult és csatlakozott a Golgota Gyülekezetekhez, miután szakítottak a pásztoroló mozgalom teológiájával).
Azok közül néhány mozgalom mely átvette a Pásztoroló mozgalom teológiát és a vallásgyakorlatát:
- Krisztus Nemzetközi Egyházai, mely korábban intenzíven, a 2000-es évek eleje óta részben vagy időnként visszatérően alkalmazzák és nevelési kapcsolatoknak nevezik a pásztoroló mozgalom vallásgyakorlatát.
- a Maranatha Diák szolgálatok,[5]
- a Jézus-emberek/(Jézus-mozgalom)
- 1991 körül az Evangelikál Egyházak Szövetsége, és a
- Nagy Bizottság egyházi mozgalom.[5]

## Kritikák és vitatott kérdések
Derek Prince és Bob Mumford idővel a hibákat látva mindketten elhatárolták magukat az általuk létrehozott teológiától. Derek Prince 1983-ban visszakozott mondván "mindannyian a galaták bűnébe estünk"' ' azaz: "amit lélekben kezdtünk testben fejeztük be." Ez azt jelenti, hogy a kezdeti istenhit helyét idővel a fizikai (testtel) végrehajtható cselekedetek, illetve a vallási törvények, előírások, szabályok követésébe vetett hit vette át, mely folyamat így tönkretette a hitet és a hitben kezdődő folyamat befejeződését eredményezte. Bob Mumford kiadott egy formális bűnbánó nyilatkozatot az egyháznak: 1989 novemberében melyben azt mondta: "Megbántam, és bocsánatot kérek." Ugyanebben a cikkben, Mumford elismeri a visszaéléseket melyeket okozott azon keresztül a teológián keresztül melyet ő hozott létre: "Mumford úgy döntött, hogy szükséges, hogy nyilvánosan bocsánatot kérjen a saját felelősségéért abban, hogy létrejött egy ilyen vallási rendszer (mely az ő teológiájára épült) ahol olyan sok ember sérült a hatalom helytelen használata miatt. 'Néhány család szétszakadt és az életük felfordult,' mondja Mumford. 'Ezek közül a családok közül néhány még mindig nem egyesült újra.'" Ezt eredményezte a kikényszerített “perverz és bibliaellenes engedelmesség” a vallási vezetők felé, mondta Mumford.

## Manapság
Az, hogy a Pásztoroló mozgalom a különféle egyházakban milyen mértékben működik manapság az nem világos. Charles Simpson és Bob Mumford is olyan nyilvános nyilatkozatot tett melyben elhatárolódtak ezektől a mozgalmaktól.
A pásztoroló mozgalom ideológiái és vallásgyakorlata néhány vallási csoportban manapság is tovább élnek. Ezek közül a leginkább jegyzett egy koreai csoport az úgynevezett "Egyetemi Biblia Közösség", mely jelenleg 70 amerikai felsőoktatási intézmény területén tevékenykedik aktívan.

## Fordítás
Ez a szócikk részben vagy egészben  a   Shepherding Movement című angol Wikipédia-szócikk ezen változatának fordításán alapul.  Az eredeti cikk szerkesztőit annak laptörténete sorolja fel. Ez a jelzés csupán a megfogalmazás eredetét és a szerzői jogokat jelzi, nem szolgál a cikkben szereplő információk forrásmegjelöléseként.

## Megjegyzés
1. ↑  Ez egy utalás a Pál levele a galatákhoz, újszövetségi irat fő üzenetére